# Helius abnormalis
Helius abnormalis är en tvåvingeart som först beskrevs av Enrico Adelelmo Brunetti 1918.  Helius abnormalis ingår i släktet Helius och familjen småharkrankar. Inga underarter finns listade i Catalogue of Life.
Arten är känd från Assam i Indien.